# Vignoble du Wurtemberg

Le vignoble de Wurtemberg (Württemberg) est une région viticole d'Allemagne dans le Bade-Wurtemberg. Avec 11 140 hectares plantés, la région est en 2012 la quatrième plus grande région viticole d'Allemagne. C'est le seul vignoble allemand produisant plus de vins rouges que de vins blancs, environ 70 % de la superficie sont plantés avec des cépages rouges. 

## Géographie et climat
La région viticole du Wurtemberg se trouve dans le sud de l'Allemagne. Elle s'étend entre la zone nord Kocher-Jagst-Tauber, qui se rattache à la région viticole de Franconie et est connue pour ses vins blancs pétillants, le long de la vallée du Neckar, via Heilbronn et Stuttgart, jusqu'à Tübingen. Une petite zone sur la rive wurtembergeoise du lac de Constance à Kressbronn en fait également partie, et les vignobles sur la rive bavaroise du lac de Constance près de Lindau sont également rattachés au Wurtemberg du point de vue de la géographie viticole.
Le microclimat favorable le long du Neckar et les sols de calcaire coquillier et de keuper permettent aux vins rouges expressifs de s'épanouir. Les étés chauds et les automnes ensoleillés assurent une qualité élevée et de bons rendements. Les gelées hivernales dans le climat continental entraînent certaines années des pertes de rendement.
Dans la région de Stuttgart et d'Esslingen, les coteaux escarpés de la vallée du Neckar produisent des trolling pleins de corps et de caractère, des riesling racés et fruités et des kerner épicés. Le sol et le climat chaud conviennent également au Müller-Thurgau, au Portugieser et au Dornfelder.

## Encépagement
Parmi les cépages cultivés, seuls cinq ont une importance commerciale. La part de ces différents cépages est indiquée dans le tableau suivant.
| Cépages importants en Wurtemberg (date 2022) | Cépages importants en Wurtemberg (date 2022) | Cépages importants en Wurtemberg (date 2022) | Cépages importants en Wurtemberg (date 2022) | Cépages importants en Wurtemberg (date 2022) |
| Cépage                                       | Couleur                                      | Synonyme                                     | Superficie (%)                               | Superficie (ha)                              |
| -------------------------------------------- | -------------------------------------------- | -------------------------------------------- | -------------------------------------------- | -------------------------------------------- |
| 1. Riesling                                  | blanc                                        |                                              | 18,7                                         | 2134                                         |
| 2. Trollinger (Frankenthal N)                | noir                                         | Frankenthal (cépage)                         | 16,7                                         | 1908                                         |
| 3. Blaufränkisch                             | noir                                         | Lemberger                                    | 15,5                                         | 1769                                         |
| 4. Spätburgunder (Pinot Noir)                | noir                                         | Pinot Noir                                   | 11,5                                         | 1309                                         |
| 5. Schwarzriesling (Pinot Meunier)           | noir                                         | Pinot Meunier                                | 10,5                                         | 1201                                         |

## Sous-régions
Le vignoble est subdivisé en plusieurs sous-régions.